# Stympad ikosaeder
Stympad ikosaeder är en arkimedisk kropp som inom geometri är en konvex tredimensionell geometrisk kropp (polyeder). En stympad ikosaeder består av 32 ytor uppdelat på 12 likformiga pentagoner och 20 likformiga hexagoner. Ytorna bildar 90 kanter och 60 hörn.
Den här geometriska formen används vid tillverkning av bollar, som till exempel fotbollar, och ofta färgade så att femkanterna är svarta och sexkanterna vita. Geodetiska kupoler har ofta denna form. Formen motsvarar också strukturen hos buckminsterfulleren (C60).